# Ophioderma ensifera
Ophioderma ensifera är en ormstjärneart som beskrevs av Hendler och Miller 1984. Ophioderma ensifera ingår i släktet Ophioderma och familjen Ophiodermatidae. Inga underarter finns listade i Catalogue of Life.